# La Colla de Sabadell
La Colla de Sabadell (anomenada també Grup de La Mirada o "Coro" de Santa Rita) fou un grup heterogeni d'intel·lectuals que durant els anys 1920 van revolucionar el panorama cultural sabadellenc i, de retruc, el català. Liderat per Joan Oliver i Sallarès, Francesc Trabal i Armand Obiols, també en formaven part els artistes Ricard Marlet i Antoni Vila Arrufat, el periodista Lluís Parcerisa, l'advocat Josep M. Trabal, el filòsof Miquel Carreras i el farmacèutic Joan Garriga.
L'empresa més important del grup va ser la fundació d'Edicions La Mirada, l'any 1925, que després esdevingué a formar part d'Edicions Proa amb el nom de Col·lecció La Mirada.
L'humor que va practicar la Colla de Sabadell era absurd i gratuït, corrosiu i desmitificador dels valors culturals establerts per una societat –la sabadellenca de primers de segle– tancada i endarrerida. Era un humor molt proper a les primeres avantguardes europees, especialment als dadaistes, amb els quals compartien un mateix activisme provocador i una estètica de la transgressió molt semblants. Tanmateix, si els dadaistes van adoptar una actitud negativista davant la cultura i els valors de la societat europea, que havien entrat en crisi arran de la Primera Guerra Mundial, la Colla de Sabadell, en canvi, s'havien fet seu l'ideal regenerador de la Catalunya-ciutat amb què la burgesia catalana, a l'estil del que des del Romanticisme havien fet els diversos pobles europeus, intentava bastir una cultura nacional, moderna i cosmopolita que ajudés a vertebrar el país; una cultura que al continent havia sofert la desmoralització i el descrèdit bèl·lics i contra la qual s'havien rebel·lat les avantguardes, mentre que a Catalunya, era tot just una promesa de futur.

## Història[2]

### Antecedents
L'estiu del 1915, l’Exposició d’Art Nou Català introdueix el noucentisme en l’art sabadellenc i provoca una reacció dels artistes academicistes. La precedeix un manifest de Joaquim Folguera i es completa amb un cicle de conferències.
El 1916, Lluís Parcerisa, els germans Trabal, Pere Valls, Joaquim Figuerola i Antoni de P. Avellaneda publiquen mitja dotzena de números de la Fulla Salau, fulls que reparteixen gratuïtament a la Rambla els diumenges al matí, amb el text emmarcat de publicitat i impresos a una sola cara.
L'hivern de 1918, Vila Arrufat, Marlet, Parcerisa, Oliver i els germans Trabal coincideixen a l’Acadèmia de Belles Arts. Els de les arts plàstiques venien de l’Agrupació Artística; els altres, de l'Acadèmia Catòlica.

### Accions
La primera acció col·lectiva del grup va tenir lloc a l'estiu del 1919, quan van organitzar un campament a la font del Saüc, a la muntanya de Sant Llorenç del Munt. Van sortir de Matadepera amb un ase carregat d'estris inútils i amb Joan Oliver i Antoni Vila Arrufat enlairant un bastó amb una barra de pa travessada que els fa de para-sol. Sota la balma, on hi ha la font, hi van penjar un tendal de ratlles amples a mode de tenda, llums xinesos de paper, un gramòfon i un simulacre d'instal·lació elèctrica. L'últim dia van cuinar un arròs a la cassola on aboquen tot el que els ha sobrat, amb llaunes, xocolata, cafè i tabac inclosos.
El 1920, els membres de la Colla de Sabadell promouen la qual s'estrena amb un concert de la clavecinista polonesa Wanda Landowska. L'entitat tenia uns 600 socis, organitzava un concert al mes al Teatre Principal i Marlet i Vila Arrufat s'encarregaven d’il·lustrar els programes. Els conciutadans de l’època van poder conèixer així la música d'Erik Satie i l’avantguarda musical del Grup dels Sis, a més de peces de Frederic Mompou, i van poder sentir, per exemple, Ricard Vinyes –pianista lleidatà establert a París–, Pau Casals o Arthur Rubinstein.
Entre el 2020 i el 2022, els membres de la Colla publiquen romanços sota el segell d’Edicions “No me olvides”, que venen a la plaça Major de Sabadell dins d’un paraigua obert de cap per avall barrejats entre altres impresos de literatura de canya i cordill.
El 1922, es funda la Lliga Nacional d’Associacions de Música, formada per divuit seus, que permetia que els millors concertistes europeus del moment visitessin el nostre país perquè tenien uns quants concerts assegurats.
Probablement el 1923 té lloc la segona gran acció col·lectiva: el campament a la cala Pola de Tossa de Mar. Al bosquet proper a la platja hi planten una tenda, d’on surt una catifa de passadís que arriba fins arran d’aigua, on instal·len una banyera de zenc. Al mar hi entren “els homes encabits en vells fracs familiars i cofats amb barrets forts; les noies, amb vestits de bany històrics”, segons Joan Oliver.
El 1923, els membres de la Colla promouen la creació dels Amics de la Poesia.
Entre 1923 i 1928, diferents membres de la Colla publiquen al Diari de Sabadell. Hi despleguen tot el seu potencial humorístic, amb paròdies, estirabots, aforismes... i hi plantegen situacions absurdes i fins i tot grotesques, a més de propiciar-hi polèmiques i d’inventar-se notícies. Segons Oliver, converteixen el Diari “en un full gairebé humorístic”. Tanmateix, aquestes pàgines també esdevenen un suport important per a totes les iniciatives culturals i artístiques que emprenen; i, alhora, un espai propici per donar forma a una creació literària personal.
El 1924, Guerau de Liost, Josep Carner i Carles Riba beneeixen la creació de les Edicions La Mirada al Marquet de les Roques, al costat d’Oliver, Trabal i Obiols.
El 1925, publiquen L’any que ve, un llibre d’acudits il·lustrats signat per Francesc Trabal, amb una clara intenció provocadora, que va aconseguir escandalitzar més d’un lector. És el primer títol de les Edicions La Mirada, que fins al 1930 va publicar 18 llibres –de Carner, Rovira i Virgili, Riba, Trabal, Oliver, Sagarra...–, en unes edicions selectes, modernes i molt acurades del sabadellenc Joan Sallent, un dels grans impressors del moment.
L'abril del 1926, neix el Casino dels Senyors, associació cultural recreativa amb seu al carrer d’en Font, 26 de Sabadell. A la sala hi van dibuixar un drac amb la frase “Estem voltats de pocavergonyes”. Hi havia llibres dedicats pels seus autors clavats amb llates a les parets, cadires de barber, una habitació dedicada a “museu de les coses robades” i una taca d’humitat emmarcada a la paret, a més del Monument a la Cosa, a l'eixida, entre altres excentricitats. I a baix, al quarto de davant, la seu de l’Associació de Música.
El 1928, es constitueixen els Amics del Teatre, associació promoguda per membres de la Colla de Sabadell. Tenia per objectiu dur a Sabadell el millor teatre europeu de tots els temps i obres de joves autors catalans. Van ser actius vuit temporades, fins al 1936, malgrat que els integrants de la Colla se’n van anar distanciant.
El 15 de maig de 1928, té lloc la primera sessió de “Les nits amb cua”, amb el pianista Ricard Vinyes, que interpreta un programa dedicat a Erik Satie, a l’anomenat Grup dels Sis i als catalans Mompou, Grau i Blancafort. Aquestes sessions es fan a l’Acadèmia de Belles Arts, amb la intenció d’acollir concerts de música d’avantguarda –que no tenen cabuda a l’Associació de Música–, conferències i lectures de poesia.
A partir d'aleshores, Oliver, Trabal i Obiols participen més assíduament en la vida cultural barcelonina dedicats a les col·laboracions a la premsa i a les institucions catalanes, a més d’anar creant una obra literària personal. Paral·lelament, el final de la Colla de Sabadell s'esllangueix sense que es pugui indicar una data d'acabament de les activitats.